# 胡錦賢
胡錦賢（1965年6月29日—），香港公務員，曾擔任西貢民政事務專員。他在1989年從英国返回香港後獲香港政府聘任為政務主任，曾在多個決策科局及部門任職。他在2009年至2011年獲委任為西貢民政事務專員，惟任內曾涉及濫權霸用車位醜聞。及後，他回任高級政務主任直至退休。

## 早年生活
胡錦賢生於1965年6月29日。他在1988年於香港理工學院取得商學專業文憑，及後赴英国於赫爾大學留學，並在1989年取得管理学理學碩士學位。

## 公務員生涯

### 早年生涯
胡錦賢在1989年從英国返回香港後，在同年10月加入香港政府任職政務主任。他一直擔任政務主任及高級政務主任，曾服務的部門包括布政司署文康廣播科、醫院事務署、保安局及大學教育資助委員會秘書處。

### 旅遊事務

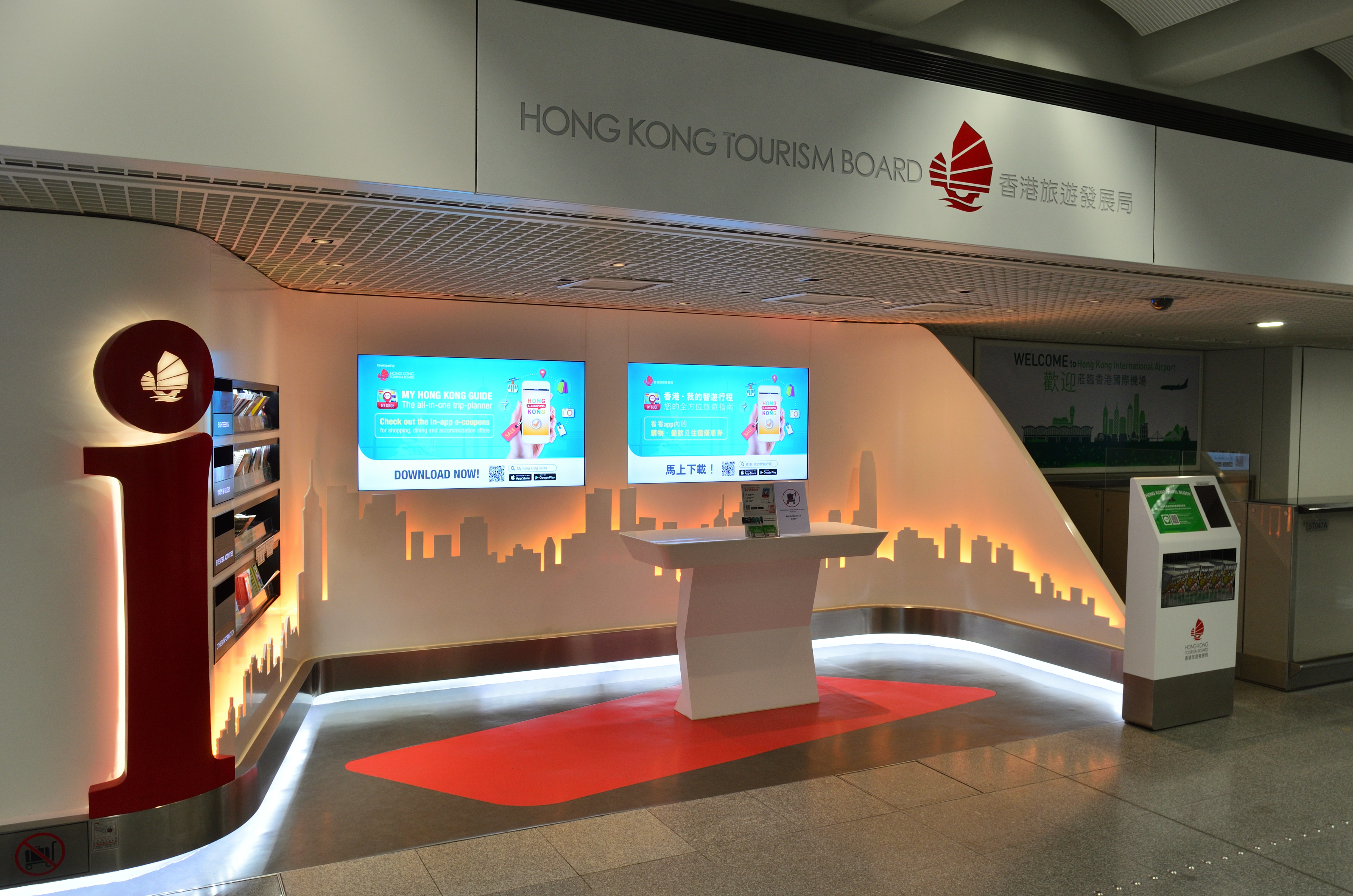
胡在旅遊事務署的其中一項任務是協助香港旅遊協會改組為香港旅遊發展局

胡錦賢一直服務至2000年，終於獲得署任首長級丙級政務官的機會，於旅遊事務署擔任旅遊事務助理專員。他在上任助理專員後隨即在香港立法會及區議會解釋港府發展新旅遊景點的計劃。他在2001年完成將香港旅遊協會改組為香港旅遊發展局的工作，惟旅發局理事會的組成一度引起爭議。他上任時港府展開立法規管旅遊業界的服務質素的研究工作，及後他認為本地導遊質素參次，在2001年8月決定設立執業試制度，亦額外為現職導遊提供培訓課程。另外，他與澳門共同決定同時訪問港濠兩地的旅行團必須獲旅客同意條款細則，並簽訂在兩地均有法律效力的收費合約，方可舉辦。然而，他在離任旅遊事務助理專員時仍未能確任首長級丙級政務官。

### 地政及中央政策工作
胡錦賢在離任旅遊事務助理專員後，返任高級政務主任，於房屋及規劃地政局任職。他在港府具爭議性地出售紅灣半島時，以房屋署官員身份為香港房屋委員會檢視法律條文事宜。及後，他獲委任為中央政策組擔任策略發展委員會助理秘書，再度署任首長級丙級政務官。

### 西貢專員

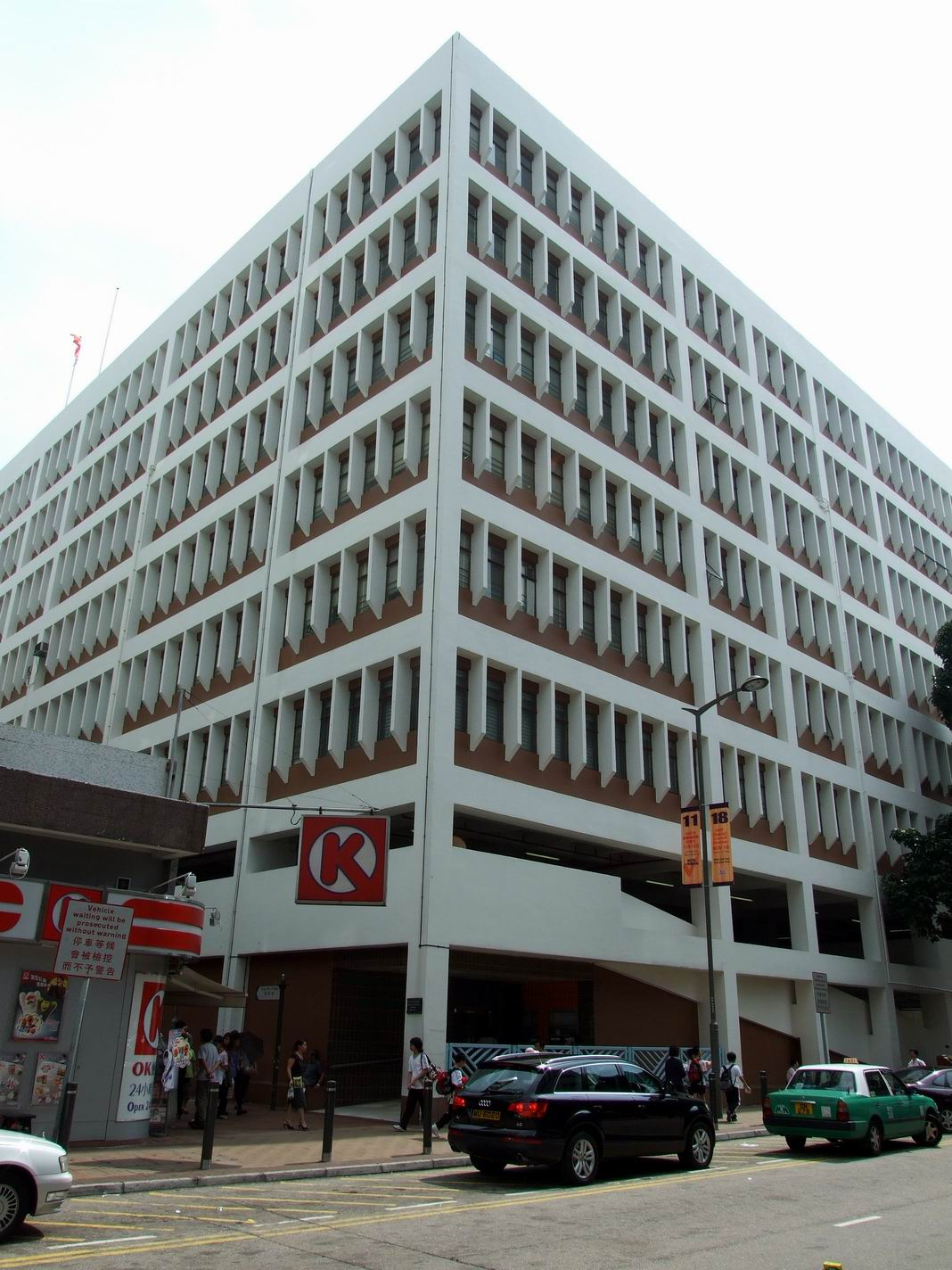
胡錦賢在2009年至2011年出任西貢民政事務專員

胡錦賢在2009年9月16日起出任西貢民政事務專員，並在同日起出任官守太平紳士。西貢區在2009年獲世界衞生組織確認為安全社區，胡在同年10月接待世衞社區安全推廣協進中心主席溫思朗，兩人一同簽署安全社區證書。自2008年起進行的西貢舊墟活化計劃亦於2010年4月竣工，西貢墟天后古廟及協天宮前廣場及舊墟多條街道得以翻修重整，胡與地區領袖及房協代表一同主持廟前廣場的開幕典禮。胡隨後積極建設及開拓區內景點，在2010年9月時聯同西貢區議會及鄉事委員會等代表與少林寺達成共識，在蠔涌建造少林寺分寺。不過，少林寺分寺計劃因涉及改劃綠化帶官地而不獲港府批准，因而不了了之。

#### 濫權霸用車位事件
胡錦賢在2011年5月被傳媒報導涉嫌濫用職權，長期在非辦公日將私人座駕停泊在西貢政府合署的免費車位，亦因座駕體積龐大而配合交通錐佔用兩個連續車位。及後，雖然他將座駕駛離政府合署，但在西貢區議會會議時面對傳媒追問則以工務為由拒絕，亦只以民政事務總署新聞組發佈消息。涉嫌濫權事件過後約半年，港府安排蕭慕蓮於2011年12月1日接替胡出任專員一職。

### 後期生涯
胡錦賢離任西貢民政事務專員及官守太平紳士後，再次被降回高級政務主任職級。他在退休前曾擔任教育局助理秘書長，負責法例檢討工作，任內亦曾於2016年香港立法會選舉及2016年香港選舉委員會界別分組選舉中擔任教育界功能界別的助理選舉主任。

## 榮譽

### 殊勳
- 官守太平紳士（J.P.）（2009年9月16日－2011年11月30日[12]）

### 頭銜
- 胡錦賢，JP（Wu Kam-yin, JP，2009年9月16日－2011年11月30日[12]）